# Megamerinidae
Famille
Megamerinidae  est une famille de diptères.

## Liste des genres
Selon Catalogue of Life (28 févr. 2013) :
- genre Megamerina
  - Megamerina dolium
- genre Protexara
  - Protexara sinica
- genre Texara
  - Texara annulifera
  - Texara compressa
  - Texara dioctrioides
  - Texara hada
  - Texara luteinervis
  - Texara melanopoda
  - Texara pallitarsula
  - Texara rufipes
  - Texara savolaineni
  - Texara shatalkini
  - Texara shenwuana
  - Texara stackelbergi
  - Texara tricesima